# Berghain

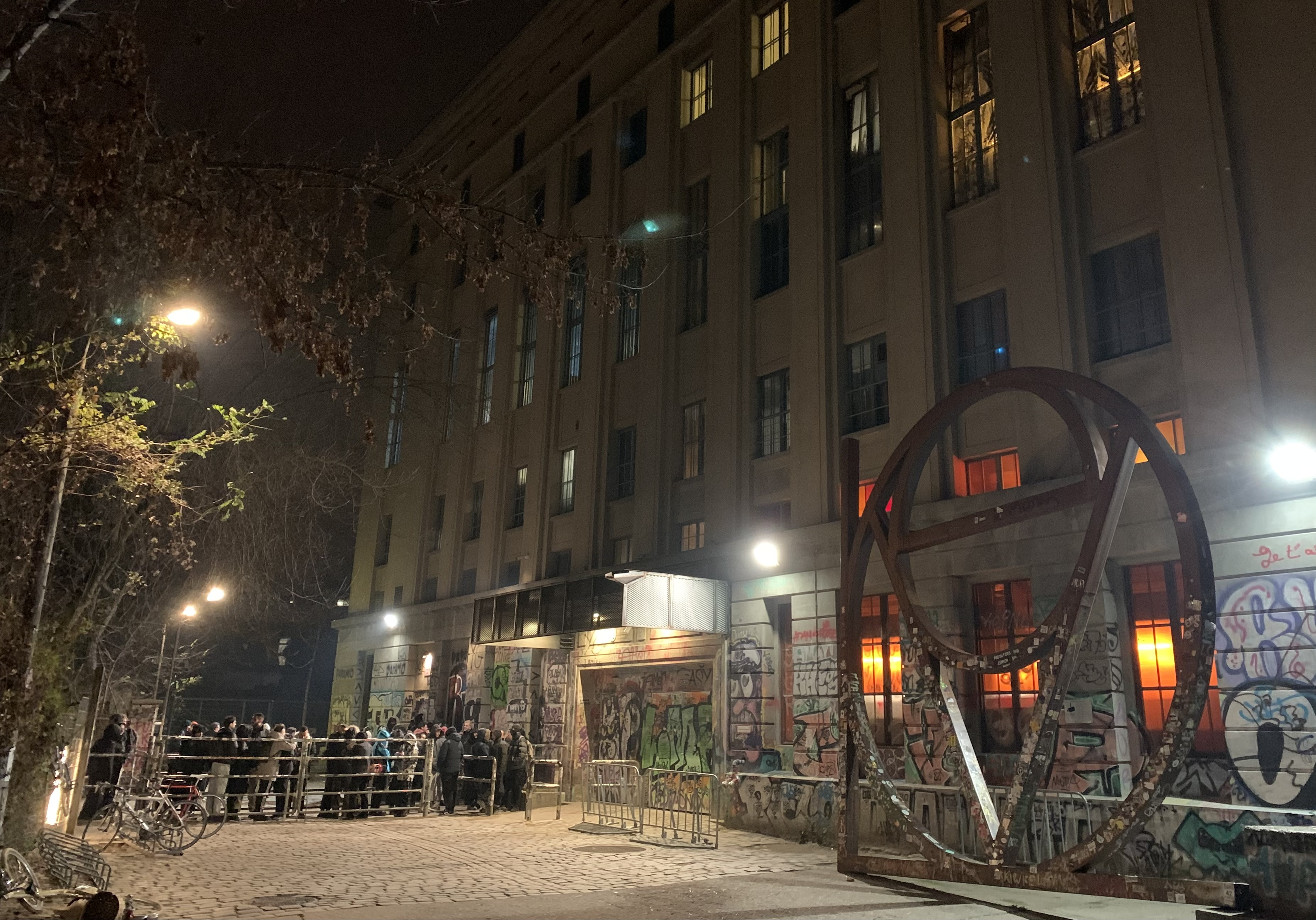
Berghain, 2025

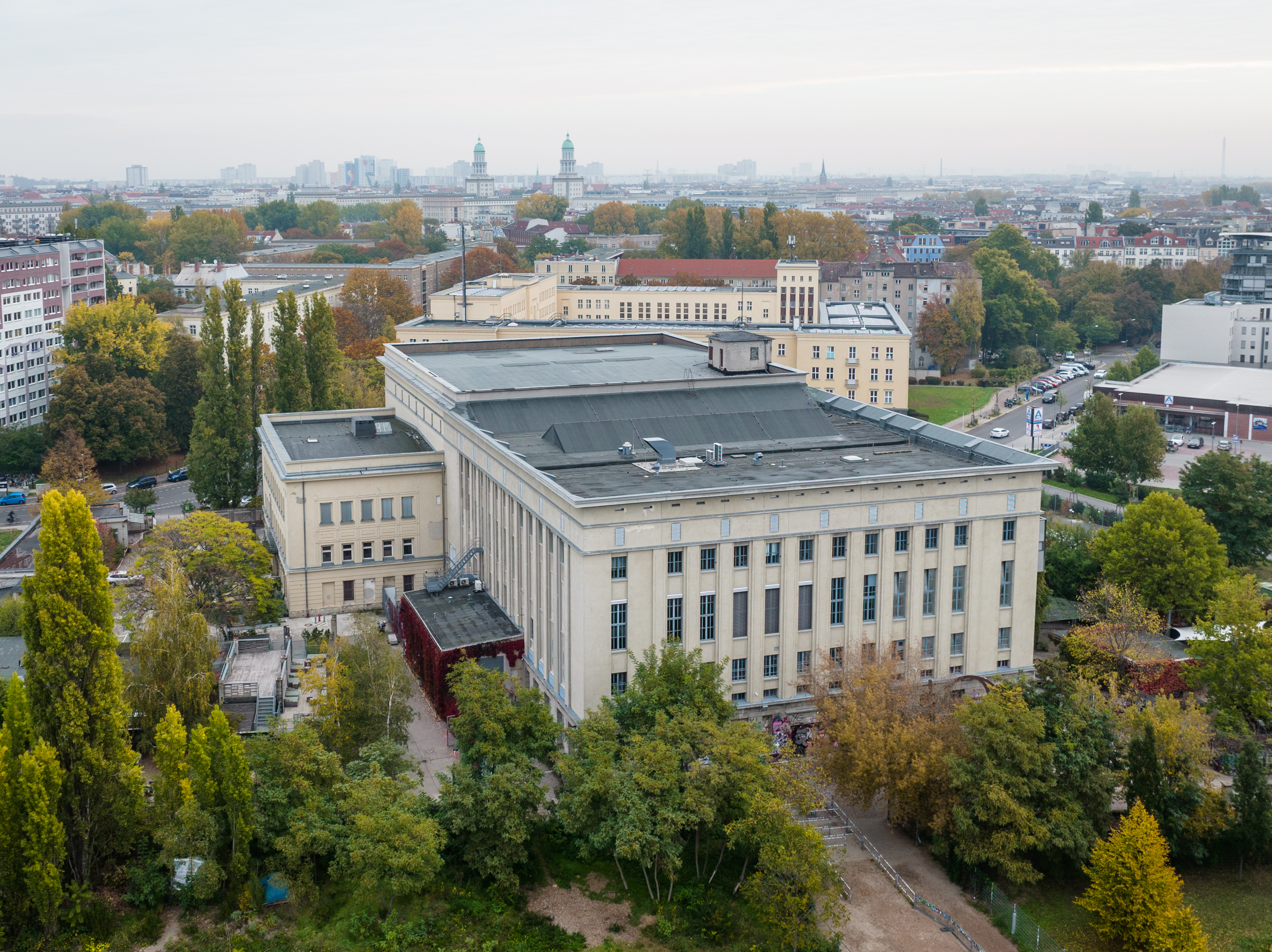
Berghain (2022)

Das Berghain ist ein Nachtclub im Berliner Ortsteil Friedrichshain. Sein Name leitet sich aus dem Bezirksnamen Friedrichshain-Kreuzberg ab. Das Berghain ist der bekannteste Club in Berlin und gilt als einer der bekanntesten Techno-Clubs der Welt.

## Geschichte
Das Berghain entstand aus dem 1998 eröffneten Berliner Technoclub Ostgut, der wiederum Vorläufer in der Berliner Technokultur der frühen 1990er Jahre hatte. Der Club befand sich in einer Lagerhalle eines ehemaligen Güterbahnhofs (Alter Ostbahnhof/Küstriner Bahnhof) und galt als eines der Zentren der Berliner Technokultur – eine der „Kultstätten des Techno in Berlin“. Die Adresse des Ostgut war Mühlenstraße 26–30.

### Anfänge im Techno-Bunker

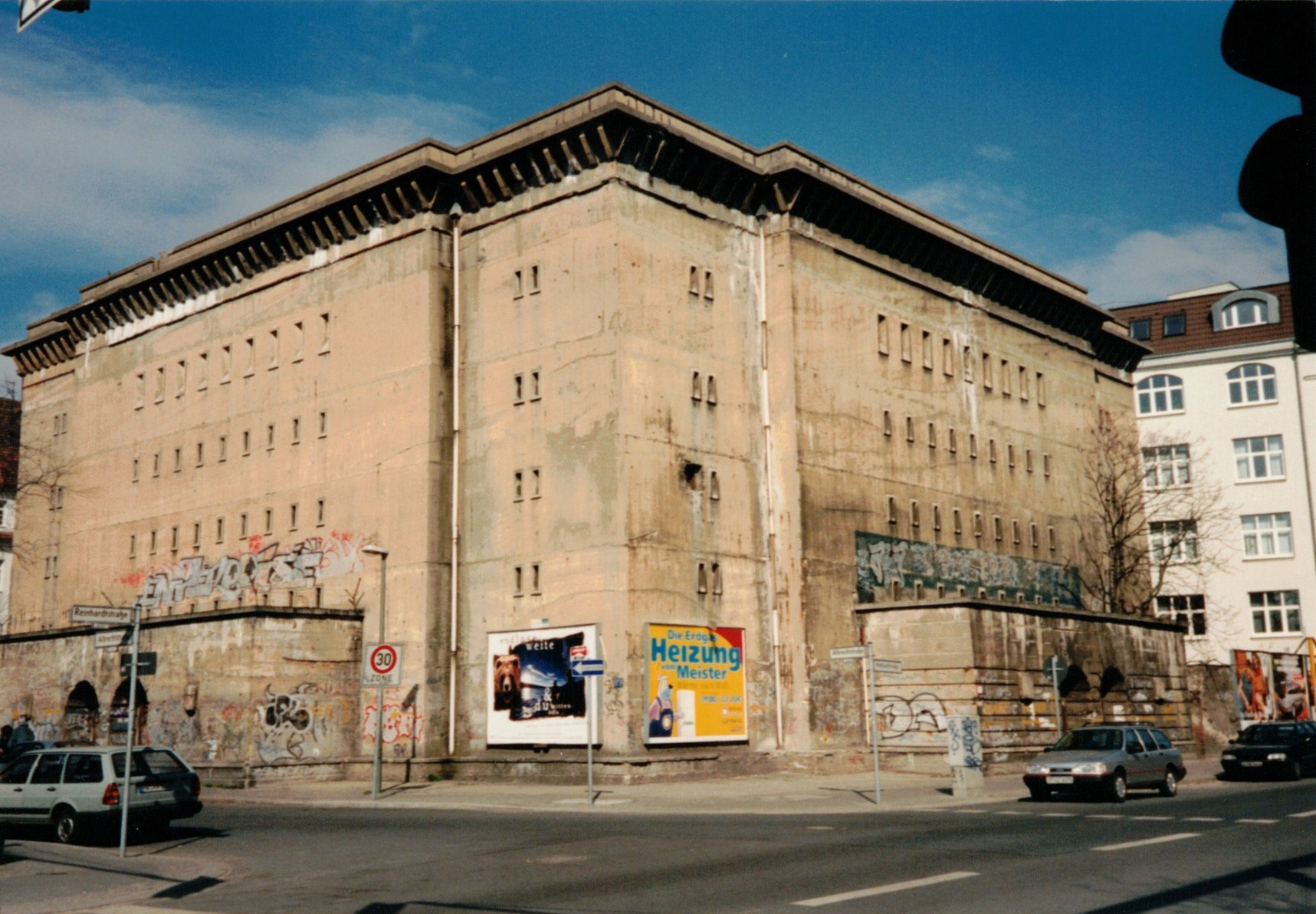
Reichsbahnbunker Friedrichstraße in den 1990er Jahren

Der Reichsbahnbunker Friedrichstraße wurde von 1992 bis 1996 als Ort für Technopartys genutzt. Zu den wiederkehrenden Veranstaltungen im Bunker gehörte der Snax-Club. Die schwulen Fetisch-Sexpartys des Snax-Clubs im Bunker hießen Pervy Party. Die erste Snax-Party fand 1994 statt; 2024 wurde das 30-jährige Jubiläum gefeiert. Auf den Flyern der Party FC Snax United steht: „est. 1994“ (established 1994). Dieses waren die ersten Partys, die von den heutigen Berghain-Eigentümern Michael Teufele und Norbert Thormann veranstaltet wurden. Publikum waren vor allem junge homosexuelle Männer aus Ostdeutschland.

### Snax-Club und Lab-Oratory
Nachdem der Bunker Ende 1996 als Partylocation geschlossen worden war, fanden Snax-Partys in verschiedenen Orten statt. Einer davon war der Milchhof in der Anklamer Straße. Laut Szene-Fotograf und Türsteher Sven Marquardt kam der Snax-Club auch in die Location des Clubs Planet am Spreeufer. Ein anderer Veranstaltungsort war 1997 in der Revaler Straße 99 in Friedrichshain. Der Snax-Club nutzte 1995 auch das Vrieshuis Amerika in Amsterdam als Veranstaltungsort. Eine weitere Location war 1995 der Pfefferberg in Berlin-Prenzlauer Berg.
Anstatt wie zuvor nur wiederkehrender „Gast“ in einem bestehenden Club zu sein, eröffnete man 1998 einen eigenen Veranstaltungsort. Dieser wurde dann das Lab-Oratory (Eigenschreibweise Lab.oratory). Das erste Lab-Oratory in der Mühlenstraße war eine Verstetigung des Snax-Clubs, hatte jedoch eigene Öffnungszeiten, auch wenn keine Snax-Party stattfand. Laut DJ Daniel Wang war der Snax-Club in der Mühlenstraße monatlich („on certain nights of the month“). Bei Lab-Oratory und Snax-Club war – und ist immer noch – ausschließlich Männern Zutritt gestattet. Der beliebteste Fetisch-Style des Snax-Publikums orientierte sich zu dieser Zeit vor allem an Skinheads.

### Ostgut und Panorama-Bar
Das Ostgut entstand als „Ableger“ des Lab-Oratory. Teufele und Thormann bekamen ein Angebot, eine weitere Lagerhalle in direkter Nähe des Lab-Oratory zu mieten. Das Ostgut öffnete 1998. Das war der Beginn der Techno-Partys im Ostgut in der Mühlenstraße. Im Gegensatz zu Lab-Oratory und Snax-Club war das Ostgut prinzipiell offen für alle Geschlechter. Ein Großteil des Publikums waren jedoch weiterhin homosexuelle Männer. Das Alleinstellungsmerkmal des Ostguts war, dass es eine Schnittmenge zwischen Techno- und Schwulenszene bildete. Alexis Waltz: „Die Hauptbar befand sich hinter der Tanzfläche, ebenso wie Darkrooms – eine Irritation für das Partyvolk aus Mitte. In den Technoclubs von Mitte spielte schwules Leben nur eine Nebenrolle. Und umgekehrt: Die meisten Schwulenclubs legten wenig Wert auf moderne Clubmusik.“
2000, zwei Jahre nach Eröffnung des Ostguts 1998, kam die Panorama-Bar (Eigenschreibweise Panorama Bar) als dritter Ort – neben Lab-Oratory und Ostgut – hinzu. Das Publikum der Panorama-Bar war deutlich weniger queer als im Ostgut. Die Adresse von Lab-Oratory, Ostgut und Panorama-Bar war Mühlenstraße 26–30. Diese Adresse galt jedoch auch für weitere Clubs auf demselben Gelände, wie das Casino. Am 6. Januar 2003 wurde im Ostgut die letzte große Klub-Nacht veranstaltet. Die wöchentlich regelmäßigen Partys, die Samstagabend begannen, hießen schon im Ostgut Klub-Nacht (Eigenschreibweise Klub Nacht oder Klubnacht). Vom Veranstaltungsort existieren nur wenige Fotos und vereinzelte Videoaufnahmen.

### Umzug ins Heizkraftwerk Friedrichshain

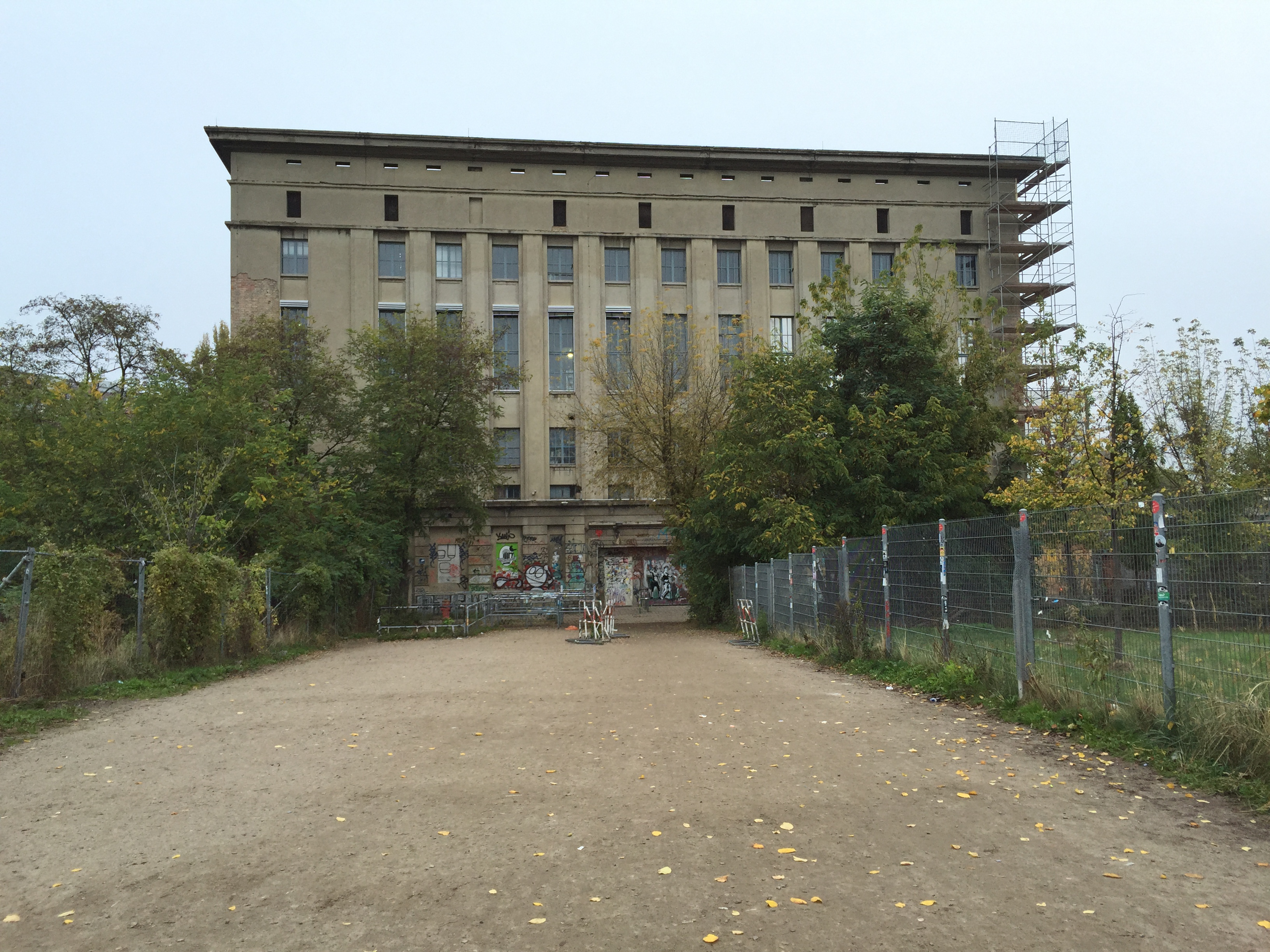
Berghain, Zustand Oktober 2014

Wegen der Bauarbeiten zur Errichtung einer Mehrzweckarena wurden die Lagerhallen 2004 abgerissen, etwa ein Jahr nach der Schließung von Ostgut und Panorama-Bar. Heute befindet sich auf dem Grundstück des ehemaligen Ostgut das Parkhaus der Mehrzweckarena in der Helen-Ernst-Straße. Das ehemalige Lab-Oratory befand sich dort, wo heute die Mildred-Harnack-Straße auf die Helen-Ernst-Straße trifft.
Eine der Partys im Ostgut hatte den Namen Restrealität. In den Monaten nach der Ostgut-Schließung fanden mehrere „Ostgut- und Panoramabar-Gedächtnispartys“ unter dem Motto Restrealität statt. Im Onlineforum Restrealitaet.de wurde die Ostgut-Schließung diskutiert und betrauert. In der Zeit von Januar 2003 bis Dezember 2004 waren die Betreiber des Ostgut damit beschäftigt, eine neue Location zu finden und einen neuen Club als Berghain zu gründen. Mit dem Umbau des ehemaligen Heizkraftwerkes Friedrichshain zum Club beauftragte man die Architekten Thomas Karsten und Alexandra Ehrhard – heute Studio Karhard. Für die Nutzung als Technoclub wurde das Haus weitgehend entkernt und bis 2004 umgebaut.
Nachdem die ehemalige Schaltwarte des Heizkraftwerks als neue Panorama-Bar am 15. Oktober 2004 eröffnet worden war, fand die offizielle Eröffnung des Berghain in der ehemaligen Maschinenhalle des Heizkraftwerks am 18. Dezember 2004 statt. 2005 eröffnete dann im Erdgeschoss des Gebäudes ein neues Lab-Oratory. Im In- und Ausland wurde regelmäßig über den Club berichtet. Die Panorama-Bar wird umgangssprachlich auch als Pannebar (oder Panne-Bar) bezeichnet.
Im Jahr 2010 wurde das Berghain umgebaut und renoviert, um den Raum im Gebäude besser zu nutzen und ihn neu einzurichten. 2014 feierte der Club sein zehnjähriges Bestehen mit einer Ausstellung und verschiedenen Partys. Gerüchte bezüglich einer bevorstehenden Schließung wurden im Oktober 2022 im Musikmagazin Groove in Abrede gestellt.

## Veranstaltungsort

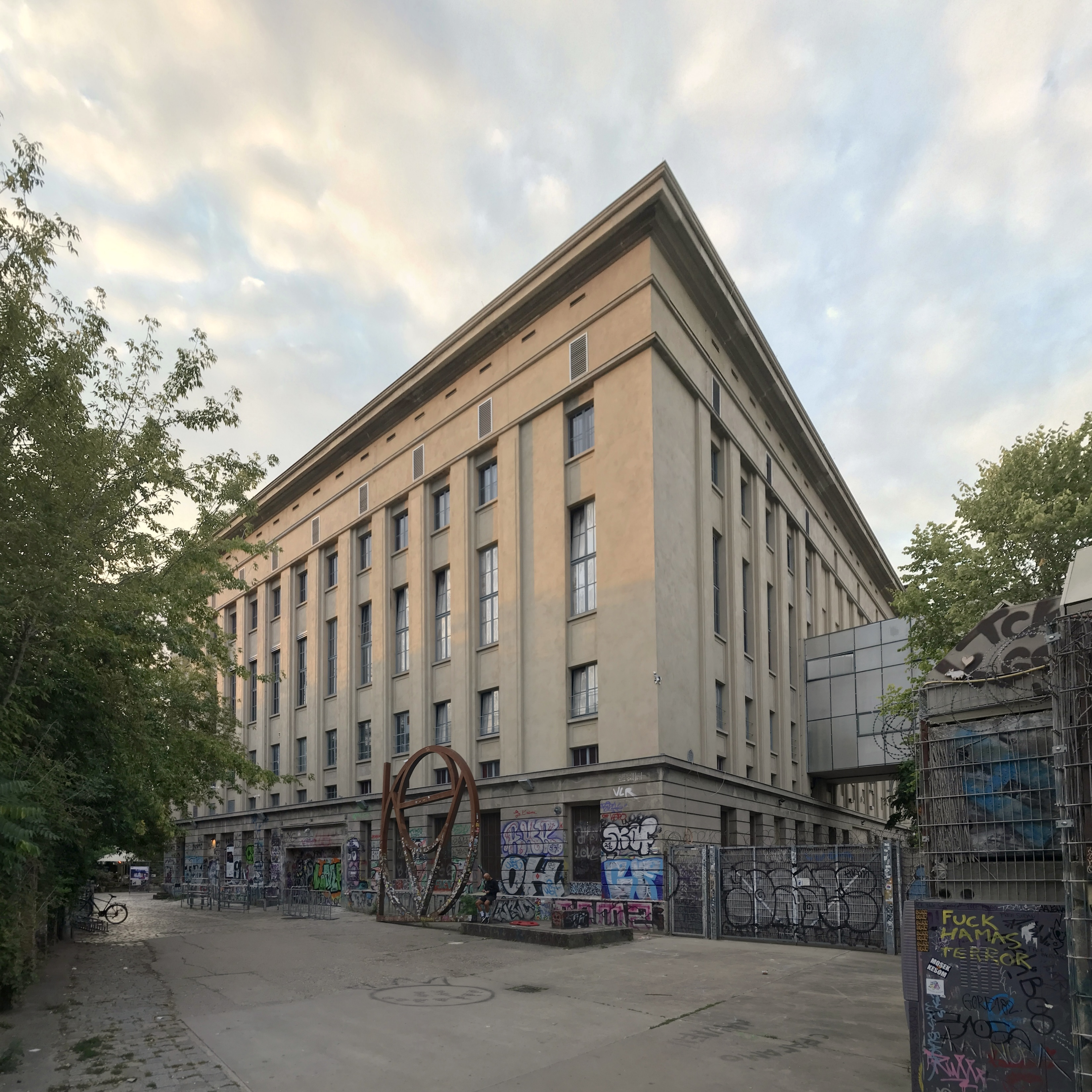
Das Berghain aus der Nähe

Das Berghain befindet sich in einem ehemaligen Fernheizwerk auf dem Gelände des ehemaligen Wriezener Güterbahnhofs in der Nähe des Ostbahnhofs. Das Gebäude wurde zwischen 1953 und 1954 im Stil des Sozialistischen Klassizismus gebaut. Es steht als Bestandteil des Gebäudeensembles Karl-Marx-Allee unter Denkmalschutz. Anfänglich mieteten die Betreiber es von dem Energieunternehmen Bewag/Vattenfall (ähnlich wie später der Techno-Club Tresor das Kraftwerk Berlin). 2011 erwarben sie es von Vattenfall.

### Clubgebäude
Das viergeschossige Gebäude besteht aus den folgenden Teilen:

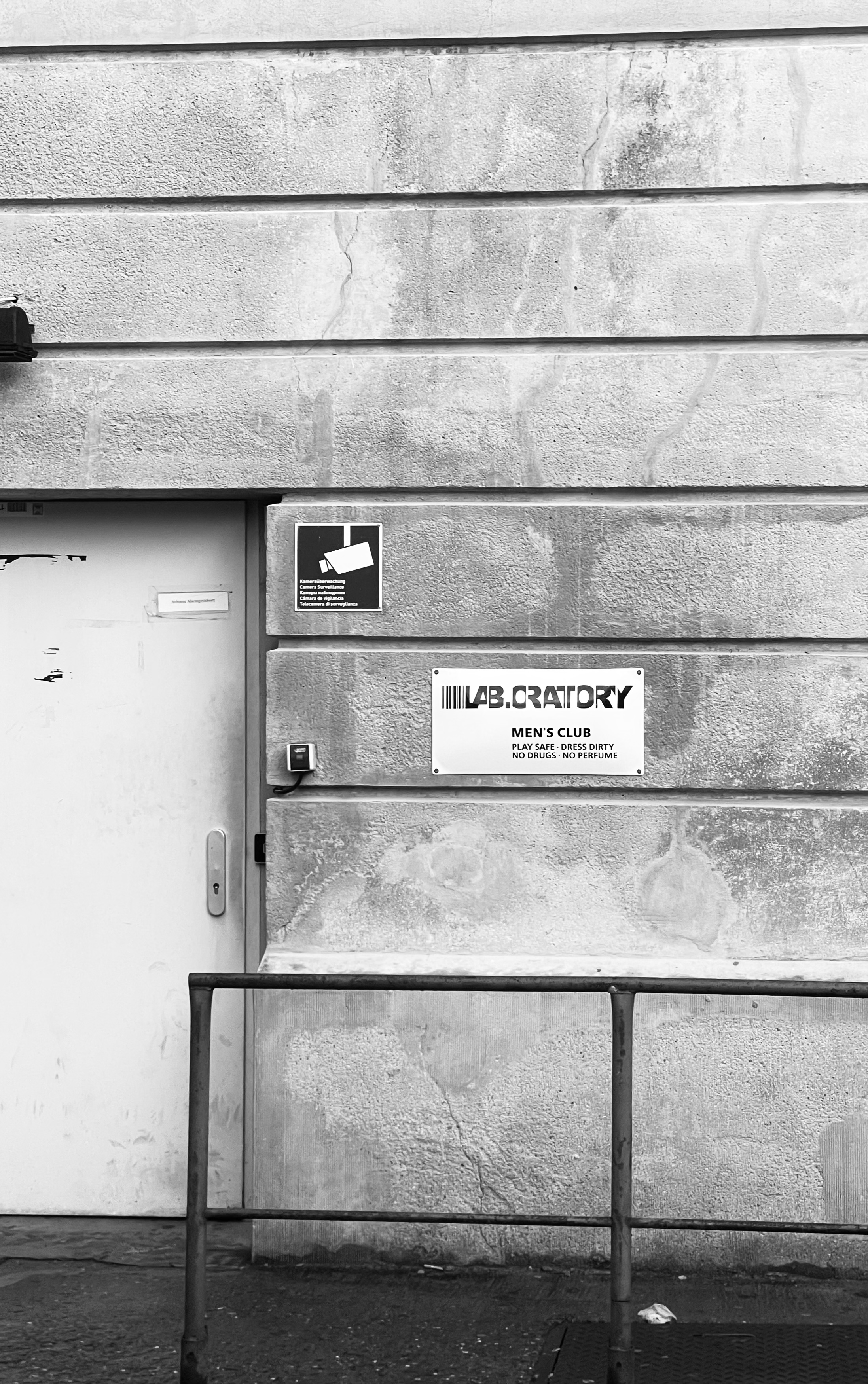
Eingang zum Lab-Oratory an der Westseite des Gebäudes mit dem Hinweis, dass der Zugang für Frauen und der Konsum von Drogen verboten ist

Erdgeschoss mit Kassenbereich, zentraler Garderobe und einer kleinen Bar. Der ursprünglich größere Darkroom wurde im Frühjahr 2017 zu einer weiteren Veranstaltungsfläche namens Säule umgebaut. Ein raumprägendes Element war die großformatige Wandinstallation des Künstlers Piotr Nathan mit dem Titel Rituale des Verschwindens (2004). Das Werk bestand aus 175 bemalten Aluminiumplatten auf einer Fläche von 4,8 Meter × 25 Meter. Dargestellt wurden die vier Elemente als Naturschauspiele, die auf stark vergrößerten historischen Stichen basierten. Die Installation wurde 2017 wegen Umbauarbeiten abgebaut und in ihren Einzelteilen verkauft.
 Von dieser Ebene führt ein Durchgang zu den Räumlichkeiten des Lab-Oratory. Für die zweimal jährlich am Ostersamstag und im November (bzw. Dezember) stattfindende schwule Fetischparty Snax werden beide Clubs zusammengelegt, und nur Männer haben Zutritt. Bei den meisten Veranstaltungen im Lab, das einen eigenen Zugang von außen hat, ist dieser Durchgang für Besucher nicht passierbar. Dieser wird in der Regel lediglich zur Snax und zur Lab.dance genutzt.
Über eine Stahltreppe gelangen die Besucher in den eigentlichen Clubraum des Berghain. Der Raum und die Tanzfläche sind für rund 500 Leute ausgelegt. Die Tanzfläche wird umgeben von vier Dance-Stack-Lautsprechern des Unternehmens Funktion-One, dem DJ-Pult und fünf als Tanzfläche geeigneten Podesten. Der Dancefloor ist 18 Meter hoch. In dieser Etage befinden sich hinter einer großen Glaswand eine weitere Bar mit einem langen Bartresen und diversen Sitzmöglichkeiten sowie ein Darkroom.
Das Berghain nimmt lediglich die Hälfte des Gebäudes ein; die andere Hälfte wurde bis 2013 als Halle am Berghain neu erschlossen. Sie ist im Clubbetrieb normalerweise nicht zugänglich. Dort finden mitunter andere kulturelle Veranstaltungen wie Ausstellungen oder Klanginstallationen statt. Bei wenigen Sonderveranstaltungen im Jahr ist dieser Bereich, der sich parallel zu der Berghain-Tanzfläche hinter der nordöstlichen Front befindet, jedoch ebenfalls vom eigentlichen Berghain aus zugänglich, wodurch sich die Aufnahmekapazität des gesamten Clubs stark erhöht.
Auf der südwestlichen Seite der Berghain-Ebene gibt es eine separate Bar (die sogenannte Klobar), hinter der sich Unisex-Toiletten befinden. Auf dieser Seite führen zwei separate Treppen zur oberen Etage, in der sich die Panorama-Bar befindet. Sie wird von einer großen Fensterfront dominiert, die mit Rollläden abgedunkelt werden kann. Tagsüber werden sie mitunter für die Lichtperformance für wenige Momente geöffnet, dann fallen Sonnenstrahlen direkt auf die Tanzfläche. In der Bar sind großformatige Fotografien von Wolfgang Tillmans sowie Skulpturen von Isa Genzken und Anna Uddenberg ausgestellt. Der gesamte Club bietet Platz für 1500 Gäste.

### Außengelände
Außerhalb des Gebäudes befinden sich auf dem Gelände weitere Veranstaltungsorte: Der Garten bietet Clubgästen in den Sommermonaten eine Tanzfläche im gärtnerisch gestalteten Außenbereich an. Die separate Kantine am Berghain wird vorrangig für Konzerte genutzt, der Bierhof Rüdersdorf wird saisonal als öffentlich zugänglicher Biergarten betrieben.

## DJs und Musik

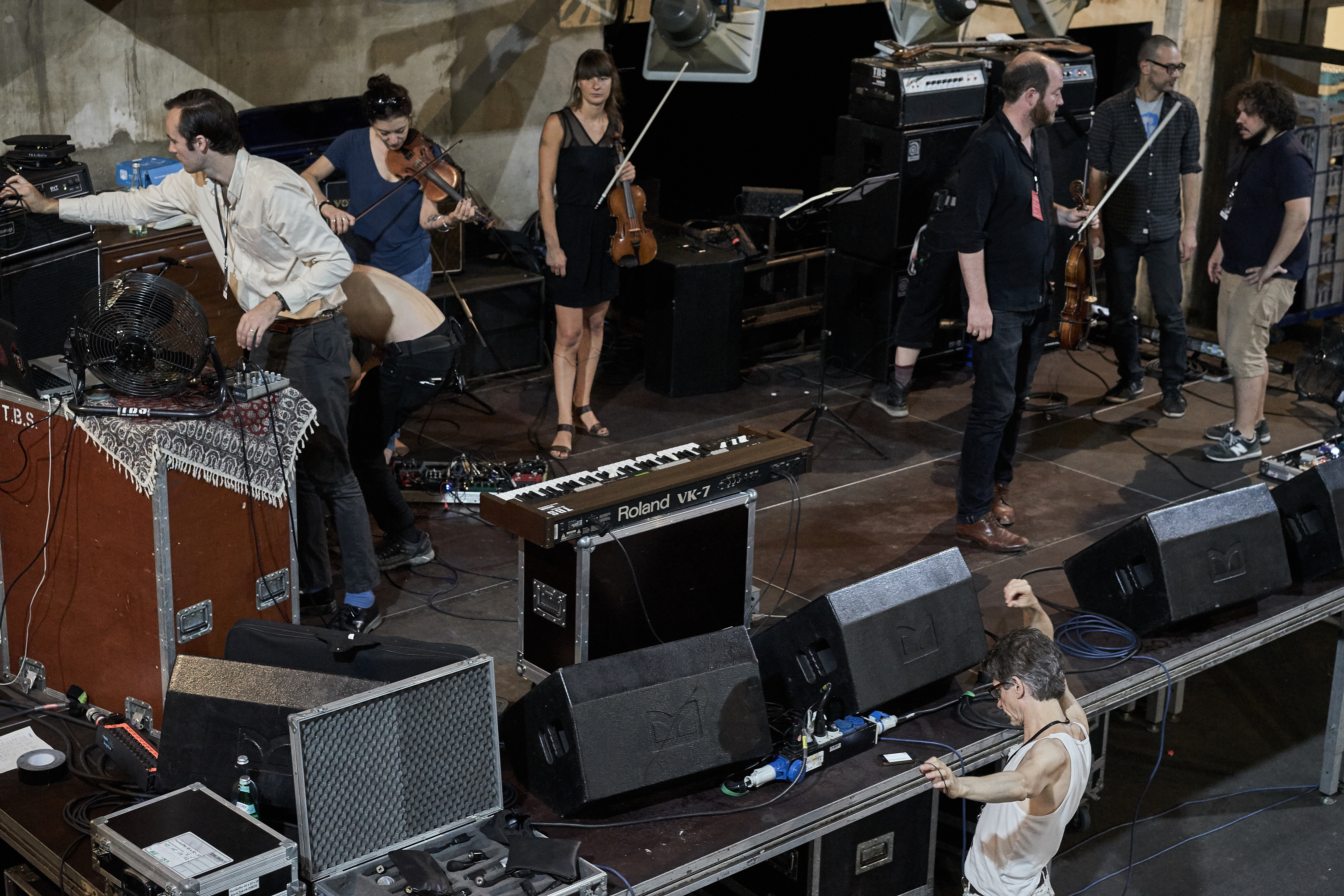
A l’Arme! Festival Vol. IV, Konzertvorbereitung Laniakea, 2016 im Berghain

Gespielt wird in den regulären Klubnächten hauptsächlich Techno. In der Panorama-Bar legen zudem bekannte House- und Deep-House DJs auf. Zu den Resident-DJs zählen Marcel Dettmann, Nick Höppner, Tama Sumo, Ben Klock oder Virginia. Mehrere der Resident-DJs veröffentlichten auf dem an das Berghain angeschlossenen und 2021 eingestellten Label Ostgut Ton.
Mitunter finden im Berghain (bzw. in der angrenzenden Halle am Berghain) kulturelle Veranstaltungen jenseits der Clubkultur statt, so etwa die Berlin Alternative Fashion Week, der Tanzabend Shut Up And Dance in Kooperation mit dem Staatsballett Berlin, der monatlich stattfindende Elektroakustische Salon oder die Fotoausstellung 13 Monde, in der unter anderem Sven Marquardt, einer der Türsteher des Clubs, seine Fotoarbeiten ausstellte.
Seit einiger Zeit finden in den Räumlichkeiten der Haupthalle gelegentlich Konzerte statt, darunter Auftritte von Künstlern und Künstlerinnen wie Fever Ray, Zola Jesus, Swans, Fixmer/McCarthy, Laibach und Matmos. Diese Konzerte werden in der Regel an Werktagen und außerhalb des regulären Clubbetriebs veranstaltet. 2023 entstand das Album Live at Berghain
von Gellért Szabós Ideal Orchestra.

## Öffnungszeiten und Besonderheiten

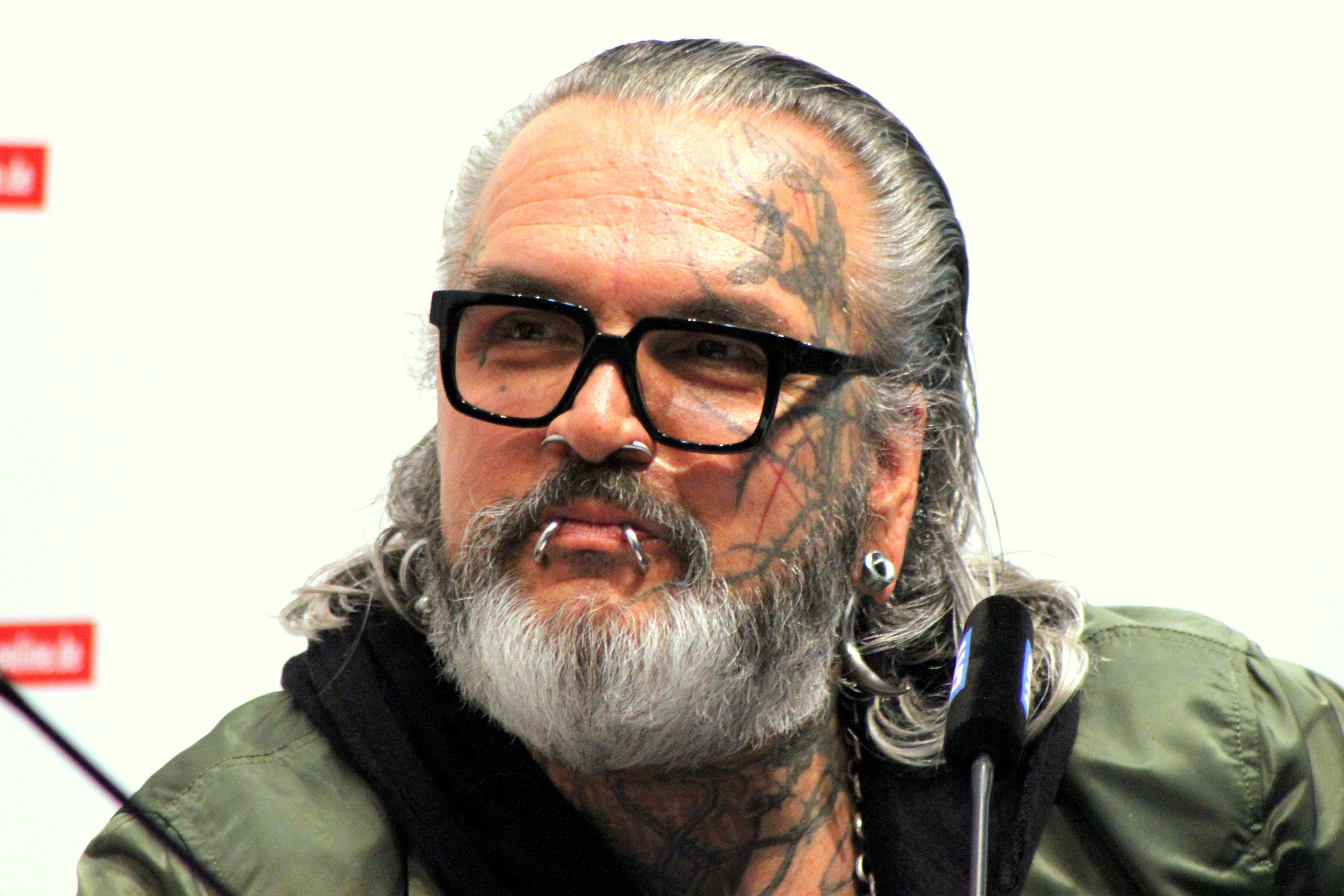
Türsteher Sven Marquardt

Der Club öffnet regulär jede Woche am Freitag um 22 Uhr und schließt Samstag gegen Mittag, wobei in dieser Nacht meist nur die Panorama-Bar von DJs bespielt wird. Die darauffolgende sogenannte Klub-Nacht, in der sowohl Panorama-Bar als auch der als (eigentliches) Berghain bezeichnete Hauptfloor bespielt werden, beginnt in der Samstagnacht und geht in der Regel ohne Unterbrechung bis zum Montagvormittag. In den Sommermonaten wird sonntags ab 12 Uhr zusätzlich der Garten mit Bar und DJ-Musik geöffnet. In der Nacht von Samstag auf Sonntag sowie am Sonntagabend bilden sich vor dem Club oft lange Besucherschlangen. Die Wartezeit kann in den Sommermonaten und bei populären DJs mehrere Stunden betragen.
Das Berghain ist vor allem für seine lang andauernden und als sexuell freizügig wahrgenommenen Partys bekannt. Am Eingang nehmen die Türsteher eine strenge Auswahl der Gäste vor. Es kommt häufig vor, dass potenzielle Besucher eine Abweisung erfahren. Die Gründe dafür werden von den Türstehern und dem Clubmanagement nach außen hin nicht kommuniziert. In der Medienberichterstattung ist daher oft von der „härtesten Tür Berlins“ die Rede. Internationale Bekanntheit hat in diesem Zusammenhang der Türsteher Sven Marquardt erlangt, der als einer der wenigen fest dem Berghain zugehörigen Mitarbeiter mitunter mit Interviews in der Öffentlichkeit auftritt. DJ und Produzent Felix da Housecat wurde am 21. Februar 2015 der Einlass verwehrt, woraufhin dieser sich öffentlich beklagte und dem Berghain Rassismus vorwarf.
Im Inneren des Clubs herrscht ein strenges Verbot von Foto- oder Videoaufnahmen, um den Gästen ein Höchstmaß an Freiheit und persönlichen Entfaltungsmöglichkeiten zu gewährleisten. Der Autor Tobias Rapp formuliert dies wie folgt: „Der Club will kein Bild von sich in der Außenwelt wiederfinden. Seine Welt existiert in einem ewigen Frühmorgen. Hier steht das ungefilterte, nicht aufgezeichnete Erlebnis im Mittelpunkt.“ Im gesamten Berghain gibt es daher keine Spiegel und nur wenige spiegelnde Flächen. Als weitere Maßnahme, um das Fotografie- und Videoverbot wirksamer durchzusetzen, werden seit spätestens 2014 bei der Einlasskontrolle die Kameralinsen von Smartphones der Gäste mit Aufklebern abgedeckt. Im Januar 2025 wurde das englische DJ-Duo Bassvictim aufgrund der strengen Fotografie-Regeln des Clubs verwiesen, als sie versuchten, ihren eigenen Auftritt zu filmen. Es blieb unklar, ob es sich um eine geplante Marketing-Aktion handelte. Trotz des allgemeinen Fotografie- und Videoverbots wurden in der Vergangenheit Drehgenehmigungen für Fernsehteams erteilt, auch Fotografen erhalten gelegentlich Genehmigungen zum Fotografieren.
Wiederholt berichteten Medien auch über den Drogenkonsum im Club. Im Juni 2017 starb eine 30 Jahre alte US-Amerikanerin im Krankenhaus an den Folgen einer MDMA-Überdosis, nachdem sie zwei Ecstasy-Pillen geschluckt hatte, die ein Freund ihres Ehemannes auf der Toilette des Berghain von einem Dealer gekauft hatte.
2022 gaben zwei Gäste an, darunter Alison Lewis von der Band Linea Aspera, gegen ihren Willen psychoaktive Substanzen injiziert bekommen zu haben (Needle Spiking). Der Club reagierte mit einem neuen Awareness-Programm.
Immer wieder ist der Club Gegenstand nationaler und internationaler Berichterstattung. Der Rolling Stone sprach in einem 2014 erschienenen Artikel von einer „verschlossenen, sexgetriebenen Welt im coolsten Techno-Club“. Auch die New York Times, Der Spiegel, Die Zeit, Frankfurter Allgemeine Zeitung, Süddeutsche Zeitung, Die Welt und unzählige andere Publikationen berichten immer wieder über das Berghain. Für Aufsehen sorgte 2015 die US-Schauspielerin Claire Danes, die in einem Interview mit Ellen DeGeneres das Berghain als „besten Ort auf der Welt“ bezeichnete.

## Unternehmen

Logo des Berghain

Die Gründer Michael Teufele und Norbert Thormann haben die Rechtsform des Clubs und seiner historischen Vorgänger mehrfach gewechselt bzw. die Firmen geändert. Das 2004 eröffnete Berghain, wie es in der heutigen Form existiert, wird mittlerweile von der 2009 gegründeten Berghain OstGut GmbH betrieben (ursprünglicher Name: KulturKubus GmbH). 2012 fanden eine Umbenennung und eine Verschmelzung zu der heutigen Rechtsform statt. Geschäftsführer und Gesellschafter waren aber zu je 50 % lange Jahre die beiden Gründer. 2017 stieg Michael Teufele als Geschäftsführer aus, André Jürgens übernahm. Neben dem Club betrieb das Unternehmen bis 2021 das Musik-Label Ostgut Ton. Im Jahr 2019 hatte das Berghain etwa 287 Mitarbeiter. Im Jahr 2016 entschied das Finanzgericht Berlin-Brandenburg, dass Veranstaltungen im Berghain als kulturelle Events gelten. Damit unterliegen sie nicht der normalen Umsatzsteuer von 19 Prozent, sondern dem ermäßigten Satz von 7 Prozent. Der Bundesfinanzhof hat diese Rechtsauffassung 2020 übernommen.

## Ausstellungen
- 2007: Sven Marquardt: 13 Monde (im Foyer des Berghain)
- 2011: ALLE – Worker’s Pearls mit Exponaten von Mitarbeitern (im KUBUS)
- 2014: 10 zum zehnjährigen Bestehen des Clubs[97] (in der Halle am Berghain)
- 2020: Studio Berlin in Zusammenarbeit mit der Boros Foundation[98] (in den während der COVID-19 Pandemie geschlossenen Clubräumen des Berghain)
- 2022: Ian Cheng: Life After Bob in Zusammenarbeit mit Light Art Space[99] (in der Halle am Berghain)
- 2024: Danielle Brathwaite-Shirley: The Soul Station in Zusammenarbeit mit Light Art Space[100] (in der Halle am Berghain)

## Auszeichnungen
- Der Club wurde vom britischen DJ Magazine im Jahr 2009 auf Platz 1 der „Top 100 clubs in the world“ gesetzt.[101] Überliefert ist in diesem Zusammenhang das angeblich einzige offizielle Statement der Inhaber: „Wir machen genauso weiter wie bisher.“[91] In den Folgejahren sank die Platzierung auf Rang 13 im Jahr 2012,[102] wobei jedoch das Verfahren von einer Redaktionsempfehlung zu einer Leserwahl geändert wurde.[103]
- 2012 erhielt der Club den vom Axel-Springer-Verlag vergebenen Kulturpreis Berliner Bär. Sven Marquardt und Marcel Dettmann nahmen die Auszeichnung entgegen und erklärten dem Publikum: „Wir verstehen den Preis als Würdigung der Berliner Clubszene.“[104]

## Künstlerische Rezeption
- Das Berghain spielt eine wichtige Rolle in dem 2008 durch den anonymen Autor Airen erschienenen Tagebuch Strobo sowie in dem sich teilweise darauf beziehenden und 2010 erschienenen Roman Axolotl Roadkill (2010) der Autorin Helene Hegemann.
- Im Roman Das kaputte Knie Gottes (2011) von Marc Degens besucht der Protagonist das Berghain.[105]
- Ein Gedicht von Julia Engelmann trägt den Titel Mein Herz ist das Berghain und du kommst nicht rein.[106]
- Das Buch Die Clubmaschine (Berghain) von Kilian Jörg und Jorinde Schulz (2018) nimmt den Club „als Inbegriff der Berliner Clubkultur unter die Lupe“ und versucht „aus der Dunkelheit eines Clubs makropolitische Spannungen, Tendenzen und Widersprüche unserer Gesellschaft ans Licht zu bringen, den Untergrund dieser Maschinenliebe zu ergründen und das postindustrielle Lebensgefühl zu verstehen“.[107]
- Der 2020 auf dem Album Und das Geheimnis der unbeglichenen Bordellrechnung veröffentlichte Song Berghainschlange der Berliner HipHop-Band K.I.Z nimmt Bezug auf die langen Wartezeiten vor dem Club.[108]
- Der 2022 veröffentlichte Song Elon[109] von der Band Von Wegen Lisbeth handelt vom Versuch des amerikanischen Unternehmers Elon Musk, ins Berghain zu kommen, den er 2022 auf Twitter öffentlich machte.[110] Im Songtext wird Musk am Eingang abgewiesen, da er, so wie er ist, nicht reingelassen werden könne und weil man sich mit Geld keine Liebe kaufen könne. Er solle sich stattdessen auf den Mars begeben, der mindestens genauso spaßig wie das Berghain sei.[111]
- Der 2023 veröffentlichte Song Berliner Luft der Band Scooter erwähnt das Berghain zusammen in einer Reihe mit anderen Berliner Clubs.[112]
- Der 2023 veröffentlichte Song Berghain der Schweizer Band Fäaschtbänkler handelt von dem (vergeblichen) Versuch, die Band als Act in den Club zu bringen und dort Oberkrainer Sound zu etablieren, werden aber an der Türe abgewiesen.[113]
- In dem Lied Bye Bye Berlin von der Indie-Rock-Band Tocotronic von 2025 kommt die Songzeile vor: Bye bye Berlin, dein Berghain brennt / Feuer verzehrt sein Fundament.
- Im Januar 2025 erschien die ARD-Serie The Next Level, die den Todesfall einer 2017 im Berghain verstorbenen amerikanischen Touristin aufnimmt und das Berghain in „Reaktor“ umtauft.[114]

## Bildergalerie

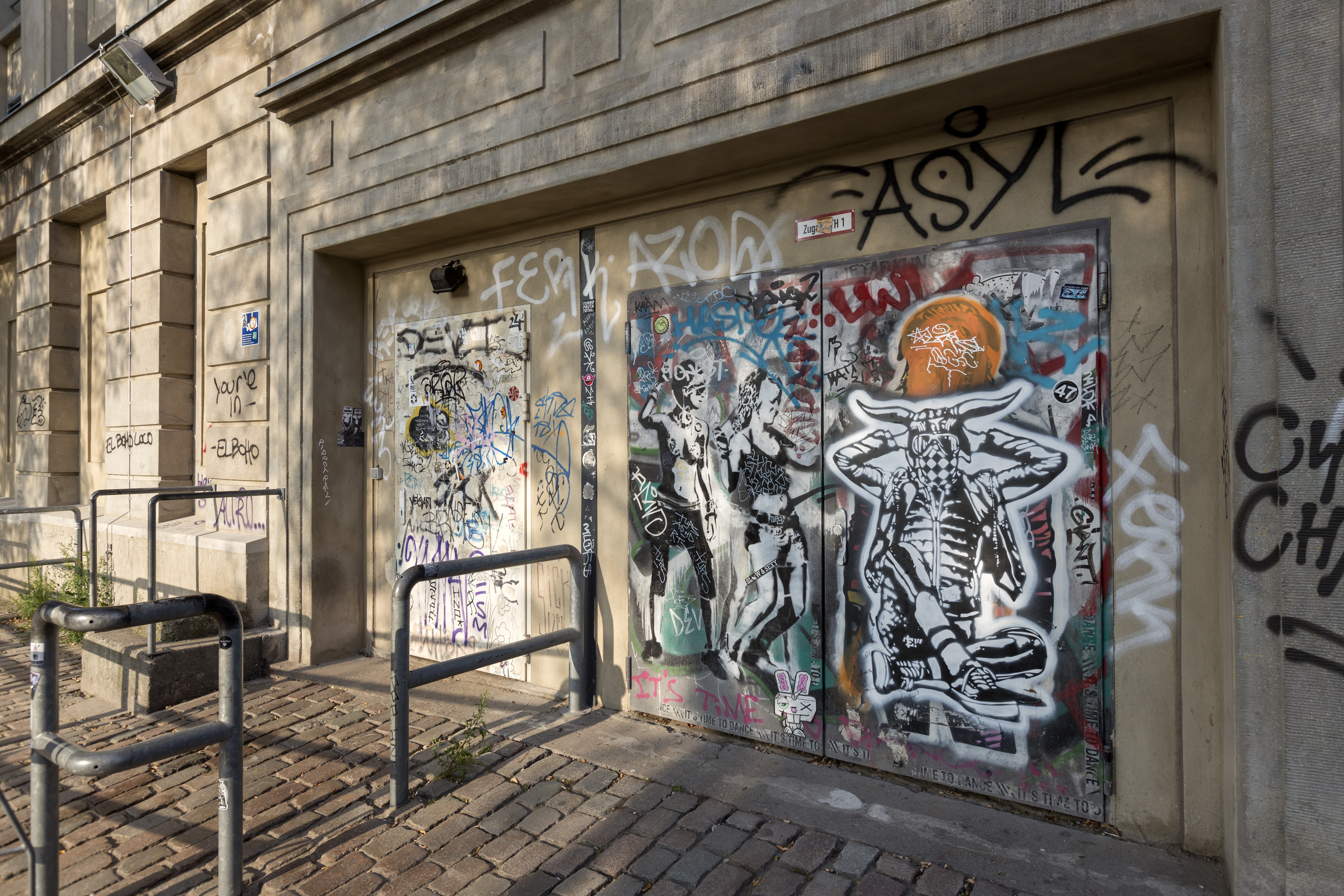
Eingangsbereich tagsüber, Zustand 2017
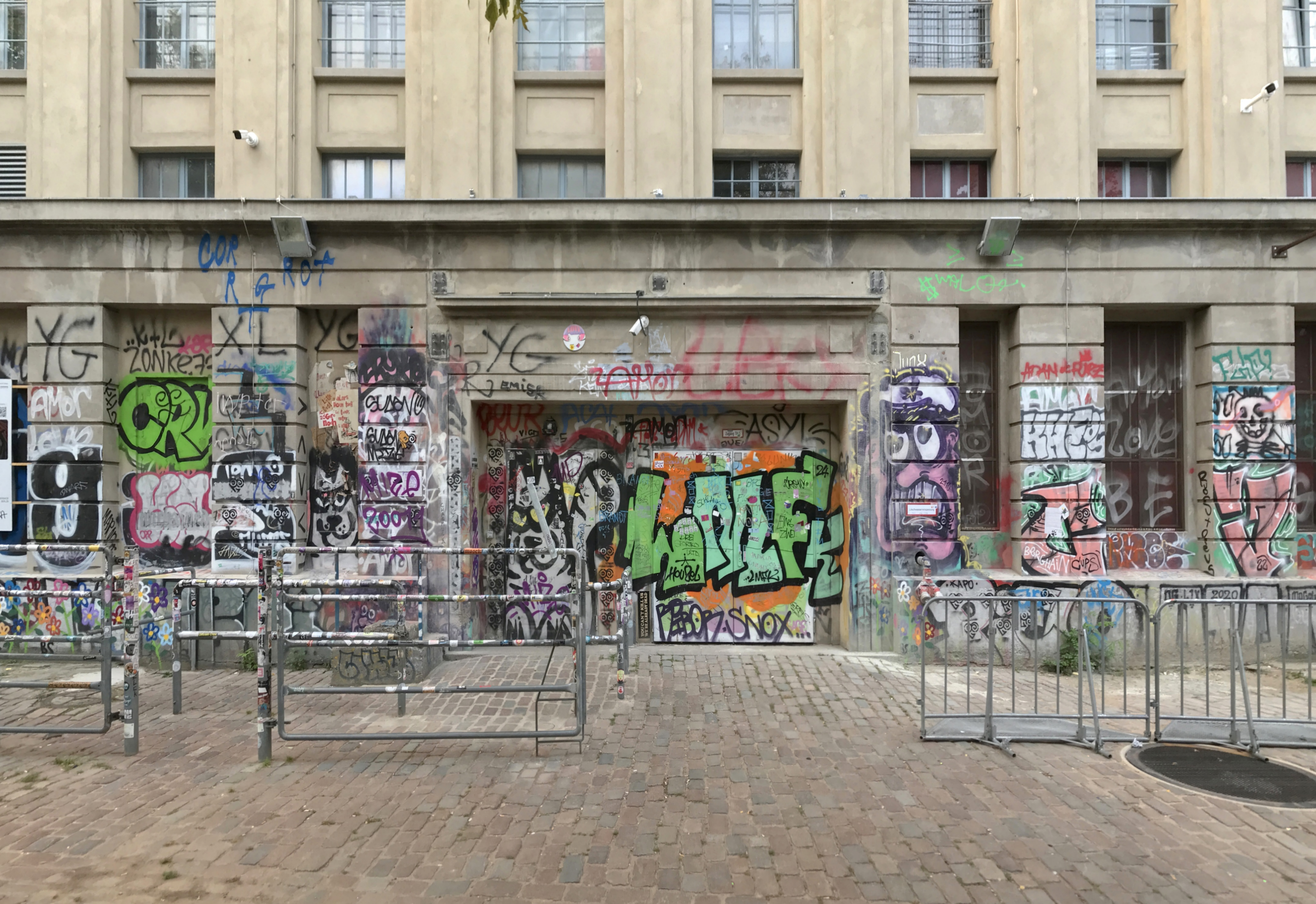
Eingangsbereich tagsüber, Zustand 2024
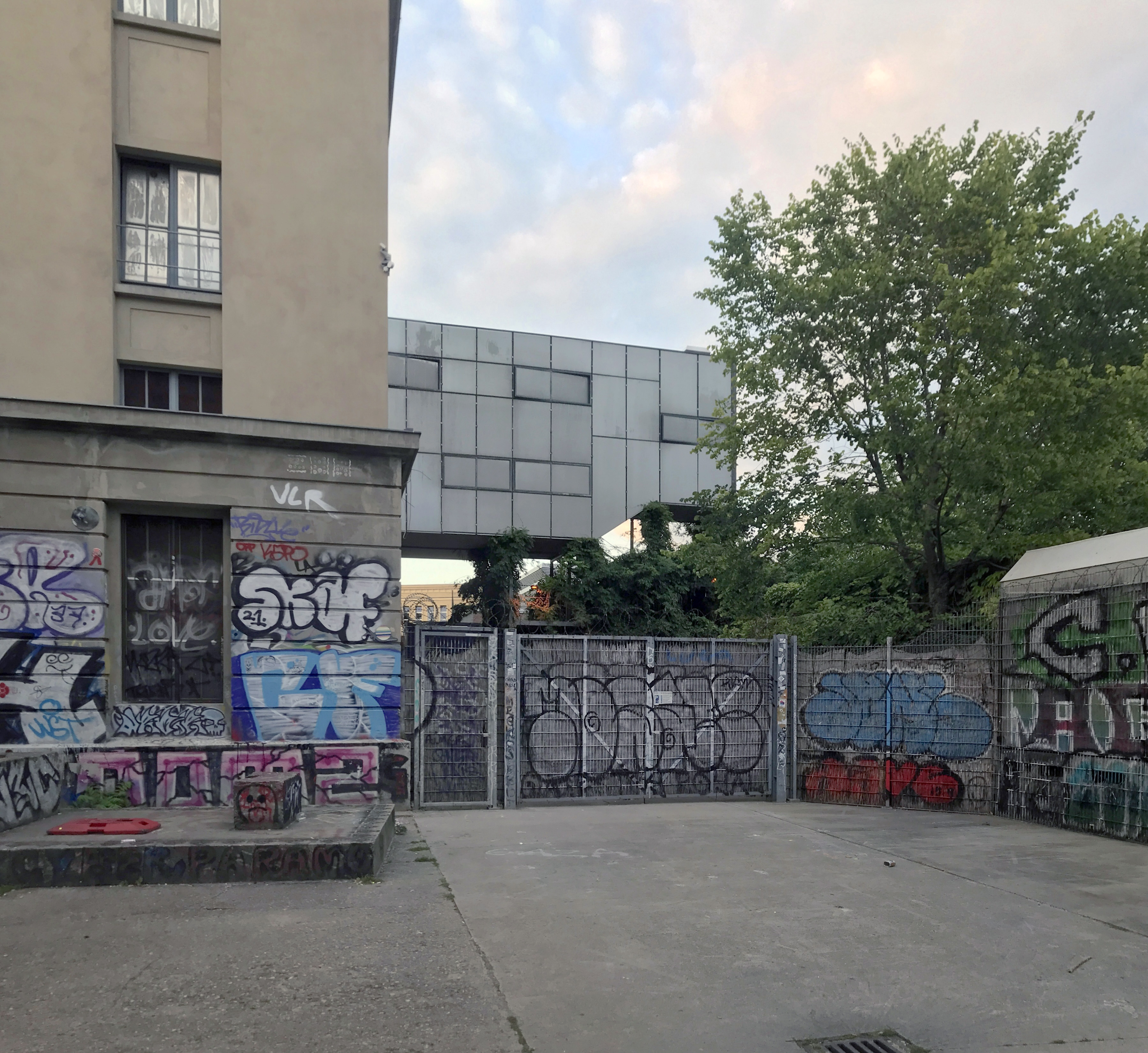
Tor zum Sommergarten und Raucherraum-Anbau
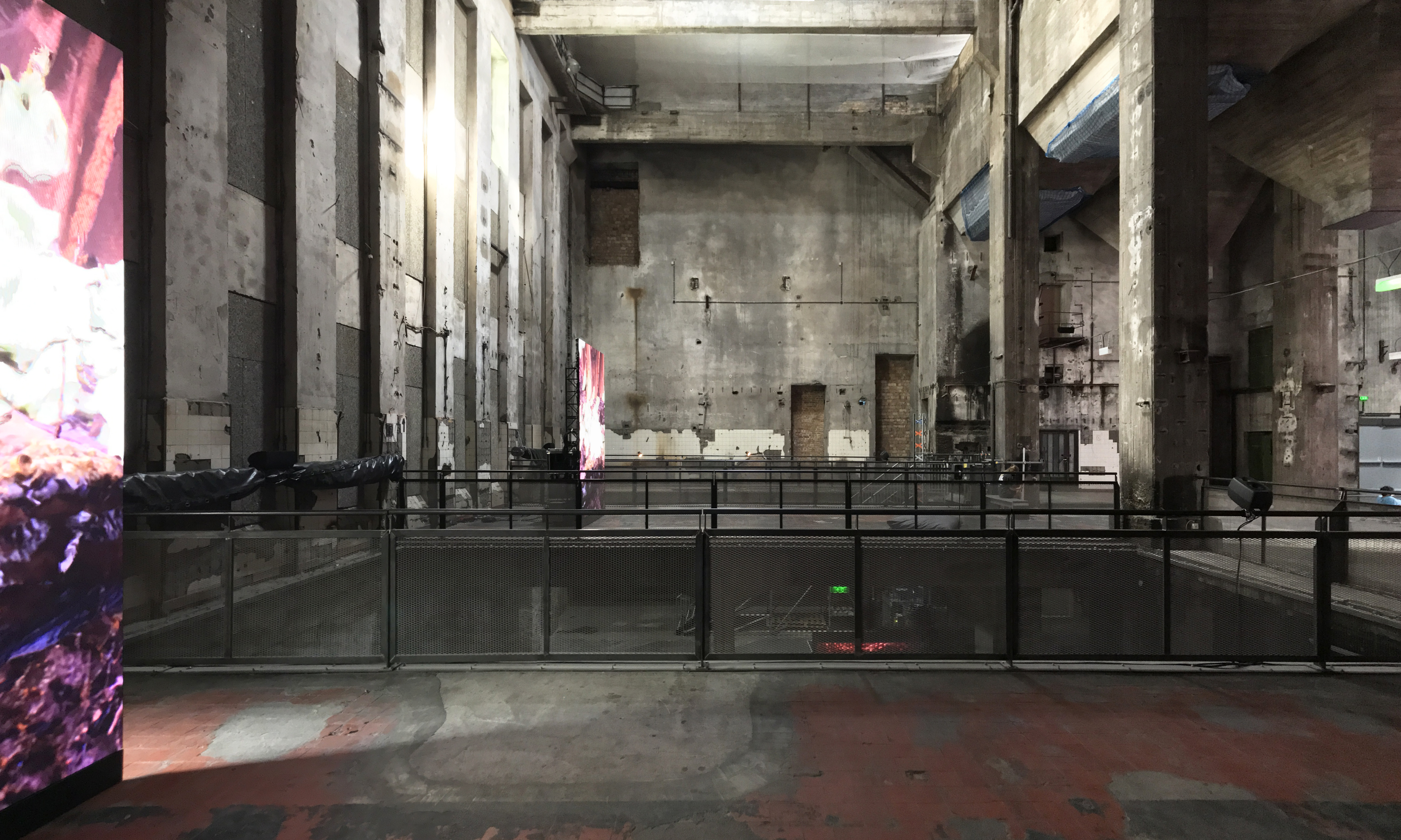
Ehemaliges Kesselhaus, jetzt Halle am Berghain